# نبيل باها

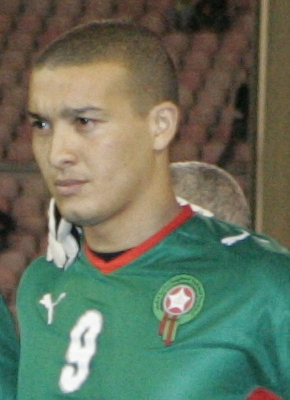
نبيل باها

نبيل باها (مواليد 12 أغسطس 1981 في ريميريمونت - فرنسا) لاعب كرة قدم مغربي يلعب حاليا لصالح نادي الدرجة الأولى مالقا الإسباني منذ 2007 في مركز المهاجم .

## روابط خارجية
- نبيل باها على موقع الاتحاد الدولي (مؤرشف)  (الإنجليزية)
- نبيل باها على موقع رابطة كرة القدم الفرنسية للمحترفين (الإنجليزية)
- نبيل باها على موقع قاعدة بيانات كرة القدم.إي يو (الإنجليزية)
- نبيل باها على موقع ناشيونال فوتبول تيمز (الإنجليزية)
- نبيل باها على موقع Soccerway.com (الإنجليزية)
- نبيل باها على موقع عالم كرة القدم.نت (الإنجليزية)
- نبيل باها على موقع كووورة
- نبيل باها على موقع AS.com (الإسبانية)